# 林景元 (校長)
林景元（1902年10月26日—1956年4月30日），教育家，臺灣高雄人。二二八事件時為高雄中學校長，因該校為當時反對政府的社會人士聚集地，因而被拘留，後來被迫離任。著有《鄉土數學》、《趣味的數學》、《數學問題集》等書。

## 生平
日治時期畢業於臺北師範學校，旋任於鳳山公學校（今鳳山國小）及臺北第二中學（今成功高中）教諭、教務主任等職。第二次世界大戰結束後，1945年12月12日臺灣省行政長官公署派原為臺北二中數學教師轉任臺灣省省立高雄第一中學校長，並兼任臺灣省省立高雄第二中學校長。1946年8月起專任高雄第一中學校長，第二中學校長一職由陳芳艸接掌。
二二八事件時，身為高雄第一中學的林景元校長被拘留56日，在拘留期間被解除高雄第一中學校長一職。之後曾任省立臺南工學院（今成功大學）教授、臺北市立女子初級中學校長等職。。